# 유럽 연합 제휴 협정
유럽 연합 제휴 협정(영어: European Union Association Agreement, AA)은 유럽 연합 및 유럽 연합 회원국들과 유럽 연합 비회원국 혹은 국가 연합과 협정을 의미한다. 유럽 연합 제휴 협정의 범위는 정치, 안보, 통상, 문화 등 다양하고 폭넓게 규정되어 있다. 

## 상세
유럽 연합은 주로 제3국과 협정을 맺을 때 다음과 같은 요소들을 고려한다. 유럽 대외행동부에 따르면 첫 번째로, 유럽 연합은 회원국과 특별한 역사적 유대를 공유하는 국가들과 협정을 맺는데, 이들은 대부분 과거 유럽 연합 회원국의 식민지 국가이다. 두 번째로는 유럽 자유 무역 연합 국가들이다. 마지막으로는, 유럽 연합의 확대와 관련된 잠재적인 가입 후보국들이다. 협정 체결을 통해서 제3국은 유럽 연합의 재정적 지원 혹은 기술적인 지원을 공유함과 동시에, 무역 시장 개방을 통해서 자유 무역의 혜택을 받는다.
대한민국은 한EU 자유 무역 협정, 디지털 통상 무역 협정, 그리고 기본 협력 협정을 맺고 있다. 유럽 연합 가입 후보국들은 제휴 협정을 맺으면서 유럽 연합 가입에 대한 조건들을 충족시키면서 가입 절차를 완료한다.

## 종류
- AA = Agreement Establishing an Association/Association Agreement (제휴/제휴화 협정에 대한 협정)
- ACPC = Agreement on Comprehensive Partnership and Cooperation (포괄적 동반자 협력 협정)
- ACR = Agreement concerning the relations (관계 협정)
- ATDC = Agreement on Trade, Development and Cooperation (통상, 개발, 협력에 대한 협정)
- CEPA = Comprehensive and Enhanced Partnership Agreement (포괄적이고 확대된 동반자 협정)
- CETA = Comprehensive Economic and Trade Agreement (포괄적 자유 무역 협정)
- CA = Cooperation Agreement (협력 협정)
- CCU = Agreement on Cooperation and Customs Union (관세동맹 및 협력 협정)
- CU = Customs Union (관세 동맹)
- DCFTA = Deep and Comprehensive Free Trade Agreement (포괄적 자유 무역 협정)
- EPA = Economic Partnership Agreement (경제동반자 협정)
- EPPCCA = Economic Partnership, Political Coordination and Cooperation Agreement (경제 동반자, 정치 조정 협력 협정)
- EAA = Europe Agreement Establishing an Association (유럽 제휴 설립 협정)
- EEA = European Economic Area (유럽 경제 지역)
- EMAA = Euro-Mediterranean Agreement Establishing an Association
- FTA = Free Trade Agreement (자유 무역 협정)
- PA = Partnership Agreement (동반자 협정)
- PCA = Partnership and Cooperation Agreement/Agreement on Partnership and Cooperation (동반자 및 협력 협정)
- PARC = Partnership Agreement on Relations and Cooperation (관계와 협력에 관한 동반자 협정)
- SAA = Stabilisation and Association Agreement (안정화 제휴 협정)
- ATCEC = Agreement on Trade and Commercial and Economic Cooperation (통상 및 경제 협력 협정)
- ATEC = Agreement on Trade and Economic Cooperation (통상 및 경제 협력)
- TTIP = Transatlantic Trade and Investment Partnership (범대서양 무역 투자 동반자 협정)